# Mek'ele
Mek'ele   este un oraș  în  partea de nord a  Etiopiei, la o altitudine de 2084 m. Centru administrativ al statului  Tigray. În anul 2007 avea o populație de 215.546 locuitori. Siderurgie, construcții de mașini, industria lianților (ciment). Centru universitar (din 1991). Aeroport internațional.